# Raimondo Bucher
Raimondo Bucher (Gödöllő, 15 marzo 1912 – Roma, 10 settembre 2008) è stato un apneista italiano, pioniere della subacquea e della fotocinematografia subacquea italiana e mondiale.

## Biografia
Nasce da padre italiano il 15 marzo 1912 nell’Impero austro-ungarico, ma trascorre la sua giovinezza nella parte austriaca dello stato, dove ha modo di praticare molti sport.
Nel 1932 entra nella Regia Aeronautica iscrivendosi alla scuola di pilotaggio aereo di Bergamo dove risulta il primo del corso e nel 1937 diventa istruttore di volo e di acrobazie. Nel 1939 viene assegnato al reparto caccia e durante la seconda guerra mondiale partecipa a numerose azioni belliche. Dopo l'8 settembre si unisce agli Alleati per la guerra di liberazione, finita la quale rimane in servizio nella Aeronautica Militare con il grado di Capitano.

1942 con la Robot

Nel 1937 i suoi allievi del corso di aviazione gli regalano una maschera subacquea ed un fucile subacqueo a molla. Bucher inizia a fare i primi tuffi e a modificare le attrezzature migliorandole. Con Massimo D'Asta perfeziona la manovra della compensazione con lo stringinaso, che gli permette di scendere in apnea anche a -25 metri.
Nel 1942 recupera da un aereo Stuka abbattuto la macchina fotografica di bordo Robot che avendo la carica della pellicola automatica ben si presta ad un utilizzo marino. Ben presto quindi le costruisce uno scafandro ed inizia a fare le prime foto subacquee.
Prendendo spunto dalle guarnizioni dei carrelli dei velivoli statunitensi, nel 1945 è il primo ad utilizzare le guarnizioni o-ring per le custodie subacquee. In seguito commissiona alla ditta Magnaghi di Napoli la costruzione dei primi o-ring italiani. Negli anni a seguire progetterà, costruirà ed utilizzerà con successo numerosi scafandri e flash subacquei per diverse macchine fotografiche e cineprese.
Nel 1949 a Capri scende in apnea a -29 metri in presenza di una commissione e nel 1950, accettando la sfida del Circolo Subacquei Napoletani, in presenza dei commissari federali scende a -30 metri e prende dalle mani dell'incredulo palombaro la targhetta dei 30m: questo fu il primo record mondiale ufficiale d'immersione in apnea. Inoltre, grazie al Commendatore Lisi della FIPS di Napoli che realizza un cortometraggio subacqueo in bianco e nero, è anche il primo record di apnea ad essere documentato cinematograficamente.
Nel 1952, stabilisce un nuovo record mondiale scendendo in apnea fino a -39 metri. Folco Quilici e Bruno Vailati realizzano un documentario su questo evento, ma utilizzando riprese realizzate in un secondo momento. Nello stesso anno partecipa, insieme alla moglie Enza campionessa italiana di caccia subacquea, alla Spedizione Subacquea Nazionale nel Mar Rosso da cui verrà tratto il lungometraggio Sesto continente realizzato da Bruno Vailati e diretto da Folco Quilici.Nel 1956 scopre la città romana sommersa di Baia vicino a Pozzuoli mentre la sorvola con il suo aereo P-51.
In seguito dedica il resto della sua vita alle imprese subacquee: sia di esplorazione che di divulgazione o di ricerca e sviluppo tecnici. È corallaro profondista con oltre 3 000 immersioni fatte tra gli 80 e i 115 metri di profondità.
Anche ultranovantenne il "Comandante Bucher" ha continuato a praticare immersioni ad aria con la seconda moglie, Luciana Civico (la quale detiene due record mondiali con autorespiratore ad aria).

## Contributi alla subacquea

Bucher a 46m di profondità sul relitto del S.Lucia a Ventotene, da lui scoperto ed esplorato nel 1959

Ha contribuito in vari campi in modo determinante allo sviluppo della subacquea.
- (1938) mette a punto la tecnica di compensazione con lo stringinaso
- (1942) inizia ad occuparsi di fotocinematografia subacquea
- (1945) è il primo ad utilizzare le guarnizioni o-ring per le custodie subacquee
- (1948) inventa e costruisce un missile subacqueo
- (1952) esplora il percorso ipogeo del fiume sotterraneo Bussento (Morigerati, SA)
- (1952-53) capo del gruppo sportivo delle due spedizioni nazionali "Sesto continente" in Mar Rosso
- (1955) inventa e costruisce un aliante subacqueo per facilitare le esplorazioni
- (1956) scopre la città sommersa di Baiae
- (1957) progetta moderne attrezzature d'immersione, come le famose "Pinne Bucher", secondo i principi della bionica
- (1958) trasforma gli erogatori monostadio a domanda in quelli ad offerta (detti successivamente ad iniezione)
- (1956-58) esplora molte grotte sommerse di Capri e della Sardegna
- (1967) progetta gli erogatori bistadio
- collabora con Auguste Piccard

## Primati e onorificenze
- Medaglia d'oro al Valore Sportivo

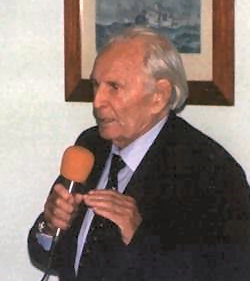
Bucher nel 2002 durante una conferenza

- Medaglia d'argento al Valore Militare
- (1950) Primo Campione del mondo d'immersione in apnea
- (1951) Campione italiano di pesca subacquea
- (1952) Campione del mondo d'immersione in apnea
- (1952) Campione italiano di pesca subacquea
- (1960) Tridente d'oro ad Ustica
- (1997) Award della Historical Diving Society Italia

## Libri
- Raimondo Bucher, I Segreti del Mare, Firenze, Centro Internazionale del Libro, 1959.
- Raimondo Bucher, L'immersione subacquea, Milano, Mondadori, 1967.
- Raimondo Bucher, Una vita in fondo al mare, Nardini, 1984, ISBN 9788840442402.
- Raimondo Bucher, La mia vita tra terra, cielo e mare, Formello, IRECO, 1999, ISBN 9788886253093.